# Вихопні
Вихопні́ — село в Україні, у Львівському районі Львівської області. Населення становить близько 600 осіб. Орган місцевого самоврядування — Жовтанецька сільська рада.

## Назва
Назва села походить від прізвища перших поселенців: «Вихопень», які переселилися зі сусіднього села Жовтанці.
За роки радянської влади село в документах називали «Вихопки». 1989 р. селу надали сучасну назву.

## Історія

### ДіяльністьОУН—УПАна території села
Село Вихопні згадується в газеті «Вільна Україна» від 15 грудня 1944 року, в передовій статті йдеться про те, що в с. Вихопні на збори, під час яких обговорювалося «звернення» т. зв. уряду УРСР, зголосився «бандит», він зізнався, що його обманено і підступно втягнено до боротьби проти радянської влади. Він закликав свого брата (повстанця) вийти з лісу. Після перевірки цього факту агентурою ОУН-УПА, виявилося, що це був колишній станичний села Вихопні, якого раніше впіймали бійці НКВС СРСР. На згадані вище збори, його зі Львова привезли 200 енкаведистів, було зібрано населення Вихопень і колишній станичний виголосив свою завчену промову та ввів в оману місцеве населення.
8 грудня 1945 року — в Вихопнях, два повстанця натрапили на більшовицьку засідку, в результаті один повстанець (д. «Чорнота») загинув, а інший втік.
19 грудня 1945 року — приблизно 200 енквадестів зробили облаву на Вихопні, в ході облави було арештовано Харченка К.
В 1946 році на теренах села Вихопні, Дальнич та ін. діяла боївка Служби безпеки ОУН(р) «Сивого», під час їхнього бою, 12 березня, того ж року, в Вихопнях, із солдатами відділу 2-Н МДБ загинули 6 повстанців.

## ЦеркваПокрови Пресвятої БогородиціПЦУ
29 листопада 1999 року відбулися збори громади, на яких було прийнято рішення про будівництво храму. Було обрано парафіяльну управу на чолі з Струком Ігорем. Тоді ж громада Вихопень почала будувати тимчасову дерев'яну каплицю, в якій у свято Введення в храм Пресвятої Богородиці (4 грудня 1999 р.) було відслужено першу Божественну літургію настоятелем прот. Романом Іващишиним. За короткий час було завершено внутрішнє та зовнішнє оздоблення каплиці.
В неділю, 26 грудня 1999 року новоутворену православну парафію відвідав високопреосвященніший владика Макарій, архієпископ Львівський УАПЦ, який освятив каплицю та благословив парафіян на будівництво нового Божого дому.
4 січня 2000 року було отримано реєстраційне свідоцтво і Статут релігійної громади, а 24 лютого, того ж року дано дозвіл Жовтанецької сільської ради на будівництво церкви.
31 серпня 2000 року парафіни почали заливати фундамент та виконали роботу за 10 днів.
Під час другого візиту владики Макарія, 14 жовтня 2000 року, в храмове свято Покрови Пресвятої Богородиці, було освячено наріжній камінь, під будівництво храму, який громада почала будувати 15 травня 2001 р.
23 листопада 2003 року було збудовано церкву та освячено надкупольний хрест.
4 грудня 2003 року указом правлячого архиєрея, настоятелем храму Покрови Пресвятої Богородиці с. Вихопні призначено прот. Андрія Вереса.
За 2004 рік зроблено повну електрифікацію храму, встановлення вікон, розпочато внутрішнє штукатурення церкви, яке було закінчено в 2005 році. Цього ж року було виготовлено іконостас та престіл (робота майстрів Мартиник Григорія та Слука Василя).
Участь у будівництві храму брали не тільки парафіяни Вихопень, але й парафіяни сусідніх сіл (Жовтанці, Колоденці та ін.). Багато зусиль прикладено і парафіянами із с. Грабовець, котрі по сьогодні відвідують храм.
15 жовтня 2006 року, вже на третій свій візит, Високопреосвященніший Макарії архієпископ Львівський разом з численним духовенством УАПЦ освятив новозбудований мурований храм Покрови Пресвятої Богородиці.

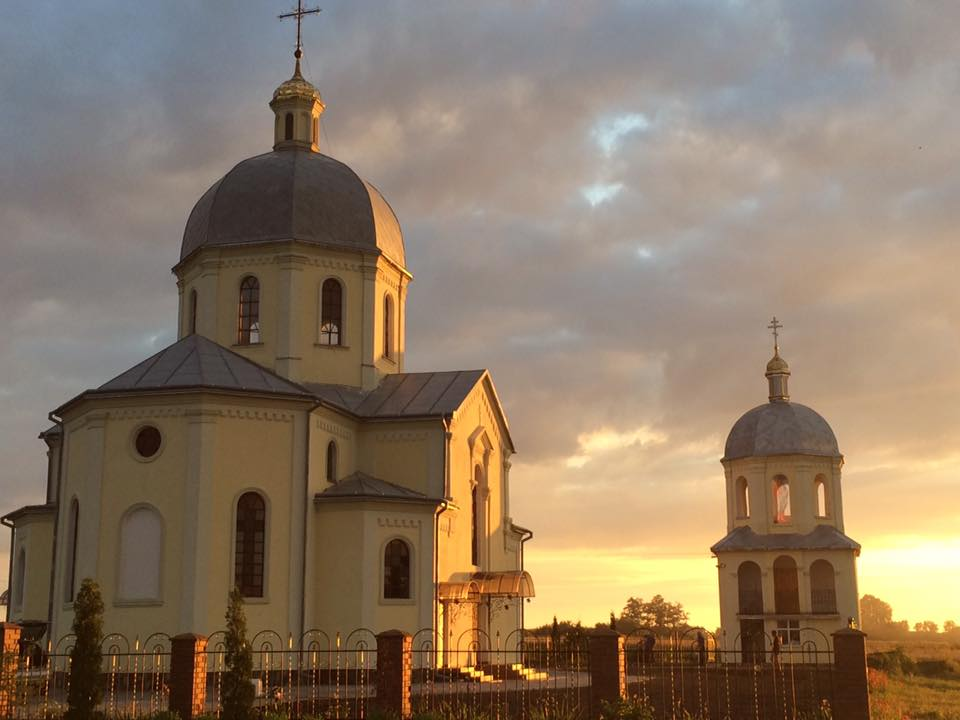
Церква Покрови Пресвятої Богородиці ПЦУ с.Вихопні

## Відомі люди

### В селі народилися
- Вихопень Федір Омелянович (нар. ? — † 19 січня 1946) — зв'язковий УПА, розстріляний НКВС 19 січня 1946 р.;[6]
- Дробіт (Дробит/Дробот?) Мирон Йосипович (Іванович) (1922 — † 12 березня 1946) — стрілець боївки «Сивого», чотовий неустійненого відділу УПА. Загинув в с. Печихвости (с. Вихопні?);[7][8]
- Заяць (Заєць) Григорій (Іванович) (нар. ? — † 12 березня 1946, Вихопні, біля криївки) — станичний, боєць УПА, загинув 12 березня 1946 в Вихопнях біля криївки;[9][10]
- Звір Олексій Федорович (нар. ? — † 12 березня 1946, Вихопні) — боєць УПА. Загинув 12 березня 1946 в Вихопнях.[11]
- Шевчук Василь — «Сойка» (нар. 1924 — † 12 березня 1946, Вихопні) — стрілець з боївки «Сивого». Загинув 12 березня 1946 в Вихопнях.[12]
- Василь Ігорович Вихопень (1993—2014) — молодший сержант, старший оператор протитанкового взводу 24-ї Залізної імені князя Данила Галицького окремої механізованої бригади (Яворів) Сухопутних військ Збройних сил України. Кавалер ордена «За мужність» ІІІ ступня (14.03.2015; посмертно)[13].

### В селі загинули
- Жеребецький Володимир — «Грушка» («Грушко») (нар. ? — † 11 лютого 1946, Вихопні (або с. Дальнич)) — станичний, стрілець з кущової боївки Служби безпеки «Сивого» ОУН(р), яка діяла на теренах сіл Дальнич, Вихопні та ін.; загинув 11 лютого 1946 року в Вихопнях (або Дальнич).[7][14]
- Звір Олексій Данилович (Дмитрович) — «Зелений» (нар. 1916, Жовтанці — † 12 березня 1946, Вихопні) — стрілець з боївки «Марка» («Сивого»), загинув 12 березня 1946 в Вихопнях.[15]
- Коцюба (Косуба) Михайло (нар. ?, Жовтанці — † 12 березня 1946, Вихопні) — повстанець-одинак. загинув 12 березня 1946 в Вихопнях.[16]